# Craugastor daryi
Craugastor daryi es una especie de Anura de la familia Craugastoridae, género Craugastor.
Es endémico de Guatemala.
La especie es amenazada por la pérdida de hábitat.

## Distribución y hábitat
Su área de distribución incluye la Sierra de las Minas y la Sierra Xucaneb en el centro de Guatemala. 
Su hábitat natural se compone de bosque nuboso, en la cercanía de cursos de agua. Su rango altitudinal se encuentra entre 1500 y 2290 m s. n. m.